# 劉永嘉 (编辑)
劉永嘉，台灣媒體人，綽號「中時魔獸」，曾任《中國時報》副總編輯，因爆發性騷擾事件遭到停職，接受調查。

## 簡介
劉永嘉在中國時報從記者職位開始做起，歷練豐富。曾主跑交通線，而後升任為編政中心主任，中間曾改任地方中心主任，再升為副總編輯，職位維持直到接受調查停職。劉永嘉也曾擔任時報週刊副社長。

## 醜聞
2023年臺灣＃MeToo運動期間，以《燦爛時光》奪下第51屆金鐘獎戲劇節目編劇獎，並擔任《國際橋牌社》、《奇蹟的女兒》和《鏡子森林》等影集編劇的鄭心媚，2023年6月4日在個人臉書發表公開文章，表示在中國時報任職時曾遭主管性騷擾，向時任採訪主任反應，對方要她「不要太大驚小怪」。
2023年6月6日，鄭心媚再度在個人臉書發表公開文章，指出「騷擾我的是現任中國時報副總編輯劉永嘉，而責怪我大驚小怪的則是現任風傳媒總主筆夏珍。是的都仍位高權重。」
事件爆發後，中國時報將劉永嘉停職調查。其他媒體如聯合報記者也反映，劉永嘉不只騷擾同事，更會騷擾同業，甚至在背地裡替他取了「中時魔獸」的蔑稱。

## 外部連結
- （繁體中文） 劉永嘉個人臉書的Facebook專頁